# João Gonçalves Filho
João Gonçalves Filho (Río Claro, 7 de diciembre de 1934 – São Paulo, 27 de junio de 2010) fue un nadador y waterpolista brasileño. Compitió en cinco Juegos Olímpicos tanto en natación (1952 y 1956) como en waterpolo (1960, 1964 y 1968).

## Biografía
Gonçalves nadó para el Fluminense Football Club, donde conoció a su futura mujer Wilma del equipo de salto. Estudió educiación física en la Escola de Educação Física do Exército junto al futuro campeón Adhemar da Silva. También se aficionó al judo, convirtiéndose en cinturón negro.
En los primeros Juegos Panamericanos de 1951 de Buenos Aires, ganó la medalla de plata con el equipo brasileño en los 4×200-metros junto a Aram Boghossian, Ricardo Capanema y Tetsuo Okamoto. En los Juegos Olímpicos de Helsinki 1952, participó en las pruebas de 100 metros espalda y el 4×200 metros sin llegar a la final en ninguna de las dos pruebas.
En los Juegos Panamericanos de 1955 de México, acabó cuarto en los 100 metros espalda, y cuarto en los 4×100 estilos. Al siguiente año, en los Juegos Olímpicos de Melbourne 1956, participó en la prueba de los 100 metros espalda sin llegar a la final.
Posteriormente, Gonçalves fichó por el Esporte Clube Pinheiros de São Paulo, donde empezó a practicar el waterpolo a la vez que estudió derecho en el Universidad Presbiteriana Mackenzie y empezó a trabajar como camionero. Fue bronce en Juegos Panamericanos de 1959 de Chicago, el oro en los Juegos Panamericanos de 1963 de São Paulo, y la plata en los Juegos Panamericanos de 1967 de Winnipeg.
En los Roma 1960, Toquio 1964 y México 1968, acabó décimo tercero con el equipo brasileño de waterpolo. En estos últimos, fue el abanderado en la ceremonia de clausura. Una vez retirado, Gonçalves Filho fue entrenador de judo, primero con el Esporte Clube Pinheiros y finalmente en el equipo nacional brasileño en 1978. Gonçalves asesoró en los Juegos de Barcelona 1992 y Atlanta 1996, ayudó al judoca Aurélio Miguel a conseguir el bronce. Otros tres judocas medallistas brasileños, Douglas Vieira, Tiago Camilo y Leandro Guilheiro, también fueron entrenados por Gonçalves.